# Folkkultur
Folkkultur, eller folklig kultur, är en term som från början av 1900-talet kom att användas i motsats till finkultur eller så kallad ståndsmässig kultur. Allmogekultur och bondekultur är i viss mån synonyma begrepp.  
Begreppet har sina rötter i 1800-talets kulturnationalism som betonade vikten av gemensamma traditioner, modersmål, kulturarv och historians betydelse för att hålla samman en nation. Fokus låg då på att samla in och dokumentera allmogetraditioner, folkvisor och folksägner. 
Under den tidiga industrialismen, efter att borgerlig kultur övertagit aristokratins dominerande ställning, vände den borgerliga kulturen sitt fokus och energin mot att bekämpa ”den råa allmogen” och ”de obildade arbetarna”, och tilldelade individualism och självdisciplinen stor vikt.
Numera anses folkkulturen liksom andra avgränsade kulturer tillhöra den etnologiska forskningen. 
Folkkulturen har utvecklats självständigt, oberoende av central styrning. Med folk menas här en grupp, som kan vara lokal karaktär eller avgränsad på annat sätt, men i någon mening utgör en folkgemenskap. Numera anses folkkulturen liksom andra avgränsade kulturer tillhöra den etnologiska forskningen.